# Список війн античної доби
|  | Службовий список статей, створений для координації робіт з розвитку теми. Це попередження не встановлюється на інформаційні списки і глосарії. |

Нижче наведений список війн, що відбулися в період античної доби від 800 року до н. е. до 600 року н. е..
- Перша Мессенська війна (740—720 до н.е.)
- Війни періоду Чуньцю (722—481 до н.е.)
- Війна Урарту та Ассирії (714—706 до н.е.)
- Війна Ассирії з Вавилоном (703—689 до н.е.)
- Юдейська кампанія Сінаххеріба (701 до н.е.)
- Друга Мессенська війна (685—668 до н.е.)
- Війна Ассирії та Єгипту (671—664 до н.е.)
- Ассирійське загарбання Еламу (655—639 до н.е.)
- Громадянська війна в Ассирії (652—648 до н.е.)
- Латинські війни (642—338 до н.е.)
- Вавилонське повстання (626 до н.е.)
- Падіння Ашшура (614 до н.е.)
- Битва за Ніневію (612 до н.е.)
- Юдейсько-вавилонська війна (601—586 до н.е.)